# Kilobajt
Kilobajt (skrót kB, ang. KB, Kbyte, kbyte, kilobyte) – jednostka używana w informatyce do określenia ilości informacji lub wielkości pamięci.

## Niejednoznaczność skrótu
W przeciwieństwie do innych dziedzin nauki, w informatyce przedrostek kilo oznacza często nie krotność 103, lecz 210:
```
1 KB = 2
10
 B = 1024 
B

1 kB = 10
3
 B = 1000 
B
```

Stosowanie tego samego skrótu literowego do oznaczenia różnych krotności (1000 i 1024) czy różnych jednostek miar (bit i bajt) może prowadzić do nieporozumień, tym bardziej że w praktyce spotyka się wszystkie możliwe kombinacje. Przykładowo krotności dziesiętnych używają producenci twardych dysków do podawania ich pojemności, zaś w telekomunikacji szybkość transmisji danych podaje się w kilobitach (tysiącach bitów) na sekundę (kbps).
Aby uniknąć niejednoznaczności, w wielu krajach (w tym w Polsce) przyjęło się używanie wielkiej litery K dla oznaczania krotności 1024, zaś małej k – dla krotności 1000. Podobnie wielka litera B oznacza bajt, mała b – bit. W krajach anglosaskich częściej kładzie się nacisk na odróżnienie bitu od bajta i w związku z tym zwykle jest stosowany skrót kbyte.
Zastosowane rozwiązania zmniejszają możliwość pomyłki, jednak jej nie likwidują – do tego wystarczy błąd przy szybkim pisaniu czy przepisywaniu.

## Propozycja IEC
Próbą wyjścia z tej niejednoznaczności jest zaproponowane przez IEC oznaczanie krotności 1024 przez dodanie po znaku mnożnika litery i (jak informatyka) w skrócie (np. KiB zamiast KB) i zmiana nazw krotności przez zastąpienie końcówki przedrostka dziesiętnego przez bi (jak binarny), chociaż w poszczególnych, wyraźnie zaznaczonych, przypadkach dopuszczalne jest użycie starych nazw do czasu przyjęcia się nowych. Formalnie przedrostek zapisany skrótem Ki powinien więc brzmieć kibi dla odróżnienia od kilo, zaś kilobajt powinien formalnie mieć nazwę kibibajt (KiB zamiast KB czy kB).
```
1 KiB = 2
10
 B = 1024 
B
```

W chwili obecnej propozycja nie została jeszcze powszechnie zaakceptowana – czasem spotyka się zalecane skróty, znacznie rzadziej zalecane pełne nazwy.